# Nichtkommutatives Polynom
Nichtkommutative Polynome stellen eine Verallgemeinerung der Polynome dar, derart dass verschiedene Variablen nicht kommutieren.

## Definition
Sei {\displaystyle {\mathcal {X}}} eine Menge und {\displaystyle W({\mathcal {X}})} das freie Monoid über {\displaystyle {\mathcal {X}}}. (Dann ist {\displaystyle W({\mathcal {X}})=\{x_{1}\cdots x_{n}|x_{i}\in {\mathcal {X}},\;n\geq 1\}\cup \{1\}}) Sei {\displaystyle R} ein Ring. Der nichtkommutative Polynomring über {\displaystyle R} ist definiert als
{\displaystyle R\langle {\mathcal {X}}\rangle :=\{\sum _{x\in W({\mathcal {X}})}r_{w}w|r_{w}\in R,\;r_{w}=0\;\operatorname {f{\ddot {u}}r} {\text{ fast alle }}w\}\cong \bigoplus _{w\in W({\mathcal {X}})}R}
Die Addition auf {\displaystyle R\langle {\mathcal {X}}\rangle } wird komponentenweise, die Multiplikation als Faltung 
{\displaystyle \sum _{w}a_{w}w\cdot \sum _{w}b_{w}w:=\sum _{w}(\sum _{uv=w}a_{u}b_{v})w}
definiert. 

## Eigenschaften
- Für endliche Mengen {\displaystyle {\mathcal {X}}=\{X_{1},\ldots ,X_{n}\}} schreibt man {\displaystyle R\langle X_{1},\ldots ,X_{n}\rangle }.
- {\displaystyle R\langle X\rangle =R[X]} für eine Variable {\displaystyle X}
- {\displaystyle R\langle {\mathcal {X}}\rangle /[R\langle {\mathcal {X}}\rangle ,R\langle {\mathcal {X}}\rangle ]=R[{\mathcal {X}}]}